# Werner Heisenberg
Werner Karl Heisenberg, född 5 december 1901 i Würzburg, död 1 februari 1976 i München, var en tysk fysiker. Han mottog Nobelpriset i fysik 1932 för sina grundläggande bidrag till kvantmekaniken. Han var son till August Heisenberg.
Heisenberg är mest känd för osäkerhetsprincipen från 1927 som innebär att det inte går att samtidigt känna en partikels position och dess hastighet med godtycklig noggrannhet. Tillsammans med Niels Bohr formulerade Heisenberg Köpenhamnstolkningen av kvantmekaniken.
Under den tidiga nazismen i Tyskland blev Heisenberg trakasserad av nazisterna som en vit jude eftersom han undervisade i Albert Einsteins teorier. Förhärskande i Tyskland under denna tid var Deutsche Physik-rörelsen, en nationalistisk gren bland de tyska fysikerna. Efter att Heisenberg undersökts av SS upphörde dock trakasserierna på order av Heinrich Himmler. Senare kom han att leda ett av Nazitysklands försök att skaffa en atombomb. Hans målmedvetenhet och art av engagemang i detta projekt har blivit omdebatterad.[källa behövs]
I filmen Oppenheimer, spelas Heisenberg av Matthias Schweighöfer.
Namnet Heisenberg används även som alias för kemisten och läraren Walter White i tv-serien Breaking Bad.

## Eftermäle
Asteroiden 13149 Heisenberg är uppkallad efter Werner Heisenberg.